# Head over Feet
Head over Feet é uma canção da cantora e compositora canadense Alanis Morissette, tirada de seu terceiro (e primeiro fora do Canadá) álbum de estúdio Jagged Little Pill (1995). Escrito por Alanis e Glen Ballard, foi lançado como o quinto single do álbum (sexto nos Estados Unidos) em 1996 (veja 1996 na música) e apresentou um som mais suave do que os singles anteriores do álbum. "Head over Feet" fala sobre um casal de melhores amigos que são amantes, com Alanis agradecendo a um amigo por seu amor e devoção.
Recebeu resposta positiva dos críticos, que o descreveram como suave e leve. A música se tornou o primeiro hit número um de Morissette no Top 40 da Billboard nos EUA e também ficou no Top 40 do Mainstream. No Reino Unido, foi seu primeiro top ten single e alcançou o top 20 na Austrália. No Canadá, a música passou oito semanas em primeiro lugar no RPM Singles Chart, a maior parte de suas quatro músicas número um de Jagged Little Pill. O single também chegou ao número 1 na Islândia. Uma versão ao vivo de "Head over Feet" é apresentada no álbum Alanis Unplugged (1999), e uma versão acústica da canção foi gravada para o álbum Jagged Little Pill Acoustic (2005).

## Escrita e composição
Alanis Morissette e Glen Ballard escreveram "Head over Feet", uma das várias faixas em que colaboraram para o seu álbum de estreia, Jagged Little Pill (1995). Ballard conheceu Alanis em 8 de março de 1994, depois que sua editora os acompanhou. De acordo com Ballard, a conexão era "instantânea" e, após 30 minutos de reunião, eles começaram a experimentar diferentes sons no estúdio caseiro de Ballard em San Fernando Valley, Califórnia. Ballard também declarou à Rolling Stone que: "Eu apenas me conectei com ela como pessoa, e, quase entre parênteses, era como 'Uau, você tem 19 anos'? Ela era tão inteligente e pronta para ter uma chance de fazer algo que poderia não ter aplicação comercial. Embora houvesse alguma pergunta sobre o que ela queria fazer musicalmente, ela sabia o que não queria fazer, que era qualquer coisa que não fosse autêntica e do coração dela."
"Head over Feet" conta a história de um casal que são melhores amigos e amantes, no qual a protagonista agradece a um amigo por suas maneiras de demonstrar amor e devoção. Para Jason Radford, do Pop'Stache, a música "fala de amor além das linhas e atração, independentemente das inibições".Joanna Lopez, do Yahoo! Voices escreveu que a canção "é sobre perceber que você se apaixonou pelo seu melhor amigo". "Você é o portador de coisas incondicionais, prendeu a respiração e a porta para mim, obrigado pela sua paciência", ela conta.
"Head over Feet" é executada na tonalidade de C maior, mudando para D maior para os versos e meio e oitavo seção da música. A música é executada em tempo comum a um ritmo de 80 batidas por minuto. Os vocais de Morissette vão de G3 a B4 na música.

## Faixas
1. "Head over Feet" - 4:27
2. "You Learn" (live) - 4:00
3. "Hand in My Pocket" (live) - 3:41
4. "Right Through You" (live) - 2:55

## Desempenho nas paradas
| Top (1996)                                          | Melhor posição |
| --------------------------------------------------- | -------------- |
| Reino Unido - Singles Chart                         | 7              |
| Canadá - Singles Chart                              | 1              |
| Estados Unidos - Billboard Hot 100 Airplay          | 3              |
| Estados Unidos - Billboard Top 40 Mainstream        | 1              |
| Estados Unidos - Billboard Hot Adult Contemporary   | 27             |
| Estados Unidos - Billboard Adult Top 40             | 1              |
| Estados Unidos - Billboard Modern Rock Tracks       | 25             |
| Top (1997)                                          | Melhor posição |
| Austrália - ARIA Singles Chart                      | 12             |
| Estados Unidos - Billboard Adult Top 40 Recorrentes | 1              |